# Delta Force (игра, 2025)
Delta Force (ранее известна как Delta Force: Hawk Ops) — компьютерная игра в жанре шутера от первого лица, разработанная TiMi J3 Studio, подразделением TiMi Studio Group на движке Unreal Engine 5. Релиз состоялся 20 января 2025 года для Windows. Игра распространяется по модели free-to-play.

## Игровой процесс
Игроки выступают в роли военных оперативников, обладающих уникальными способностями на поле боя, в условиях неназванного вооружённого конфликта, действие которого разворачивается в современных локациях. В распоряжении игроков имеются военная техника, включая танки и вертолёты, а также возможность настраивать внешний вид персонажей, оружие и транспорт.
Многопользовательский режим распространяется бесплатно по модели free-to-play и включает необязательные микротранзакции; при этом разработчики отказались от элементов pay-to-win, введя отдельную игровую валюту для покупки косметических предметов. Помимо режима «Сражения», где команды получают ограниченное количество билетов для победы, в игре представлен режим в стиле экстракшн-шутеров под названием «Операции». Система прогрессии игроков преимущественно поддерживает кроссплатформенность, однако с некоторыми ограничениями.

## Сюжет
Действия одиночной кампании происходит в 1993 году, во время миротворческой операции ООН в Сомали. Игроки могут взять на себя роль оперативника спецподразделения «Дельта», участвующего в сражении в Могадишо.
Действия мультиплеерной части игры происходят в недалёком будущем. Согласно сюжету, в 2035 году элитное спецподразделение GTI (Global Threat Initiative), основанное оперативниками «Дельты», расследует незаконную деятельность корпорации «Haavk» на вымышленной территории «Ах-Сарах». Местное население, ведомое желанием изгнать чужаков со своей родины, объединяется под званием «Гвардии Ах-Сарах» и объявляет войну против всех.

## Разработка и выпуск
В 2016 году студия NovaLogic, создавшая большую часть игр серии Delta Force, объявила о своём банкротстве, а права на интеллектуальную собственность компании, включая Delta Force, перешли к THQ Nordic. В 2023 году стало известно, что китайская студия TiMi Studio Group, являющаяся дочерним предприятием корпорации Tencent, создала отдельное подразделение Team Jade для разработки новой игры серии — Delta Force: Hawk Ops. Первый трейлер проекта вышел 18 августа 2023 года.
5 декабря 2024 года стартовал глобальный открытый бета-тест Delta Force на ПК. Также 5 декабря 2024 года было объявлено, что релиз мобильной версии для Android и iOS состоится 20 января 2025 года. Но уже 11 января 2025 года было объявлено о переносе релиза мобильной версии шутера на лето 2025 года. А 19 августа 2025 года игра станет доступна на платформах PlayStation 5 и Xbox Series X/S.